# Cyclemys
Genre
Cyclemys est un genre de tortues de la famille des Geoemydidae.

## Répartition
Les espèces de ce genre se rencontrent en Asie du Sud-Est et dans l'est de l'Asie du Sud.

## Liste des espèces
Selon TFTSG (15 juin 2011) :
- Cyclemys atripons Iverson & McCord, 1997
- Cyclemys dentata (Gray, 1831)
- Cyclemys enigmatica Fritz, Guicking, Auer, Sommer, Wink & Hundsdörfer, 2008
- Cyclemys fusca Fritz, Guicking, Auer, Sommer, Wink & Hundsdörfer, 2008
- Cyclemys gemeli Fritz, Guicking, Auer, Sommer, Wink & Hundsdörfer, 2008
- Cyclemys oldhamii Gray, 1863 (Cyclemys oldhami selon les sources)
- Cyclemys pulchristriata Fritz, Gaulke & Lehr, 1997

## Publication originale
- Bell, 1834 : Characters of a new genus of freshwater tortoise (Cyclemys). Proceedings of the Zoological Society of London, vol. 1834, p. 17 (texte intégral).